# Zamach stanu
Zamach stanu, także: przewrót, pucz (niem. Putsch, hiszp. golpe de estado, fr. coup d’État) – niezgodne z porządkiem konstytucyjnym, często z użyciem siły (zbrojny zamach stanu), przejęcie władzy politycznej w państwie przez jednostkę lub grupę osób. Jest pogwałceniem normalnego toku życia politycznego i porządku instytucjonalnego.

## Charakterystyka
Zamachy stanu są w większości organizowane przez wysokich rangą wojskowych, w wyniku czego siły zbrojne stają się głównym aktorem wydarzeń. We współczesnych państwach nie można skutecznie przeprowadzić zamachu stanu bez udziału lub przynajmniej życzliwej neutralności wojska.
Uczestnicy zamachu stanu zmierzają przede wszystkim do opanowania środków łączności, radia, telewizji, węzłów komunikacyjnych oraz siedzib organów władzy. Szybkość działania i zaskoczenie w wielu przypadkach decydują o powodzeniu zamachu stanu.
Zamachowi stanu mogą towarzyszyć wystąpienia społeczne.

## Zamach stanu a rewolucja
Od rewolucji różni się tym, że:
- przeprowadzają go osoby, które już w pewien sposób należały do istniejącej elity władzy, podczas gdy rewolucja jest organizowana przez ludzi spoza układu władzy;
- nie zmierza do urzeczywistnienia nowego ustroju politycznego, ma na celu jedynie usunięcie ludzi sprawujących rządy[2].

## Obecni szefowie państw i rządów, którzy zdobyli władzę w wyniku zamachu stanu

### Azja
| Kraj        | Urząd                                                | Osoba           | Data              | Wydarzenie                   |
| ----------- | ---------------------------------------------------- | --------------- | ----------------- | ---------------------------- |
| Tadżykistan | Prezydent                                            | Emomali Rahmon  | 19 listopada 1992 | Wojna domowa w Tadżykistanie |
| Jemen       | Przewodniczący Naczelnej Rady Politycznej            | Mahdi al-Mashat | 6 lutego 2015     | Przejęcie Jemenu przez Huti  |
| Mjanma      | Premier Przewodniczący Rady Administracji Państwowej | Min Aung Hlaing | 2 lutego 2021     | Zamach stanu w Mjanmie       |

### Afryka
| Kraj             | Urząd                                                           | Osoba                                 | Data                 | Wydarzenie                                   |
| ---------------- | --------------------------------------------------------------- | ------------------------------------- | -------------------- | -------------------------------------------- |
| Gwinea Równikowa | Prezydent                                                       | Teodoro Obiang Nguema Mbasogo         | 3 sierpnia 1979      | Zamach stanu w Gwinei Równikowej (1979)      |
| Uganda           | Prezydent                                                       | Yoweri Museveni                       | 29 stycznia 1986     | Wojna domowa w Ugandzie                      |
| Kongo            | Prezydent                                                       | Denis Sassou-Nguesso                  | 25 października 1997 | Wojna domowa w Republice Konga               |
| Egipt            | Prezydent                                                       | Abd al-Fattah as-Sisi                 | 3 lipca 2013         | Zamach stanu w Egipcie (2013)                |
| Zimbabwe         | Prezydent                                                       | Emmerson Mnangagwa                    | 24 listopada 2017    | Zamach stanu w Zimbabwe (2017)               |
| Sudan            | Przewodniczący Tymczasowej Rady Suwerennej                      | Abd al-Fattah Abd ar-Rahman al-Burhan | 21 sierpnia 2019     | Zamach stanu w Sudanie (2019)                |
| Mali             | Przewodniczący Narodowego Komitetu Ocalenia Ludu Mali           | Assimi Goita                          | 25 maja 2021         | Zamach stanu w Mali (2021)                   |
| Tunezja          | Prezydent                                                       | Kajs Su’ajjid                         | 25 lipca 2021        | Kryzys polityczny w Tunezji (2021)           |
| Gwinea           | Przewodniczący Narodowego Komitetu Pojednania i Rozwoju         | Mamady Doumbouya                      | 5 września 2021      | Zamach stanu w Gwinei (2021)                 |
| Burkina Faso     | Przewodniczący Patriotycznego Ruchu na rzecz Ochrony i Odbudowy | Ibrahim Traore                        | 30 września 2022     | Zamach stanu w Burkinie Faso (wrzesień 2022) |
| Niger            | Przewodniczący Narodowej Rady Ocalenia Ojczyzny                 | Abdourahamane Tchiani                 | 26 lipca 2023        | Zamach stanu w Nigrze (2023)                 |
| Gabon            | Szef Komitetu ds. Przekształcenia i Odnowy Instytucji           | Brice Clotaire Oligui Nguema          | 30 sierpnia 2023     | Zamach stanu w Gabonie (2023)                |

## Zamach stanu w polskimKodeksie karnym
Problematykę zamachu stanu regulują art. 128 § 1 i 2 Kodeksu karnego. W art. 128 § 3 k.k. opisano przestępstwo pokrewne zamachowi stanu, mianowicie wywieranie wpływu przemocą lub groźbą bezprawną na czynności urzędowe konstytucyjnego organu Rzeczypospolitej Polskiej.
Art. 128.

§ 1. Kto, w celu usunięcia przemocą konstytucyjnego organu Rzeczypospolitej Polskiej, podejmuje działalność zmierzającą bezpośrednio do urzeczywistnienia tego celu, podlega karze pozbawienia wolności od lat 3 do 20.

§ 2. Kto czyni przygotowania do popełnienia przestępstwa określonego w § 1, podlega karze pozbawienia wolności od 3 miesięcy do lat 5.

§ 3. Kto przemocą lub groźbą bezprawną wywiera wpływ na czynności urzędowe konstytucyjnego organu Rzeczypospolitej Polskiej, podlega karze pozbawienia wolności od roku do lat 10.